# Vaccinium deliciosum
Vaccinium deliciosum là một loài việt quất được biết đến với tên gọi là việt quất thác nước (cascade bilberry hoặc cascade blueberry). Loài này có nguồn gốc từ phía tây của Bắc Mỹ, trải dài từ British Columbia tới bắc  California. Nó mọc ở độ cao 600 đến 2.000 mét ở vùng khí hậu núi cao. Môi trường sống của nó chủ yếu là rừng lá kim, đồng cỏ và rừng thưa.

## Mô tả
Vaccinium deliciosum là loài cây bụi thân rễ, rụng lá theo mùa, mọc ở vùng đất ẩm. Những cành non mới mọc không có lông và sáp. Phiến lá mỏng, hình bầu dục, có chiều dài từ 1,5 đến 5 cm, có răng cưa ở phần đầu lá.
Hoa mọc đơn độc ở các nách lá. Mỗi hoa dài khoảng 6–7 mm, có màu hồng nhạt. Quả mọng màu xanh hoặc đỏ có phủ một lớp bột mịn, vị của nó rất ngon. Loài này đôi khi có thể bị nhầm lẫn với Vaccinium caespitosum mọc ở những khu vực ẩm ướt hơn trong cùng một vùng. V. deliciosum cũng có một lớp bột phủ ở mặt dưới của các lá, trong khi V. caespitosum thì không.

### Sinh lý học
Các nghiên cứu cho thấy hương thơm nồng của loại trái này đến từ ít nhất 31 hợp chất thơm khác nhau. V. deliciosum, như các loài thực vật khác sống trong các vùng núi cao, đã thích nghi để tồn tại trong các mùa sinh trưởng ngắn khoảng 3-4 tháng. Từ cuối mùa thu đến mùa xuân, V. deliciosum nhờ vào lớp tuyết phủ để giữ cho chúng khỏi bị đóng băng bởi cái giá rét của mùa đông. Hoa của cây có thể bị tổn hại hoặc cây sẽ phát triển còi cọc nếu gặp sương giá dưới 4 °C nếu không được bảo vệ bởi tuyết. Tuy nhiên, các cây cũng cần một thời kỳ xuân hóa sau khi trải qua cái giá lạnh khoảng vài tháng để ra hoa.

### Sinh thái học
Quả mọng là một nguồn thực phẩm quan trọng trong khu vực ngoại ô, đặc biệt là ở các vùng núi cao không có nhiều thực vật ăn được. Động vật ăn quả bao gồm gấu đen Bắc Mỹ, chim, chuột và sóc chuột, trong khi thỏ và hươu ăn lá. Quả cũng được có thể ăn tươi, sấy khô để làm thực phẩm cho con người. V. deliciousum là một trong những loài thực vật sống sót tốt sau những trận cháy rừng tự nhiên. Chúng có thể được cấy ghép để phục vụ mục đích nông nghiệp hoặc cảnh quan. Tuy nhiên, V. deliciosum rất khó trồng ở độ cao dưới 600 m.

## Xem thêm

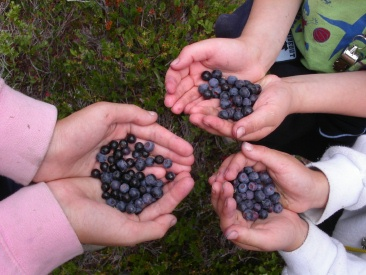
Trái mọng của Vaccinium deliciosum